# Vallsjön (Lima socken, Dalarna)
Vallsjön är en sjö i Malung-Sälens kommun i Dalarna och ingår i Göta älvs huvudavrinningsområde. Sjön är 13 meter djup, har en yta på 0,144 kvadratkilometer och befinner sig 472,2 meter över havet. Vid provfiske har abborre och gädda fångats i sjön.

## Delavrinningsområde
Vallsjön ingår i det delavrinningsområde (678172-134083) som SMHI kallar för Mynnar i Gröna. Medelhöjden är 491 meter över havet och ytan är 21,9 kvadratkilometer. Räknas de 2 avrinningsområdena uppströms in blir den ackumulerade arean 58,93 kvadratkilometer. Sittån som avvattnar avrinningsområdet har biflödesordning 3, vilket innebär att vattnet flödar genom totalt 3 vattendrag innan det når havet efter 534 kilometer. Avrinningsområdet består mestadels av skog (67 procent) och sankmarker (16 procent). Avrinningsområdet har 0,21 kvadratkilometer vattenytor vilket ger det en sjöprocent på 0,9 procent. Bebyggelsen i området täcker en yta av 0,89 kvadratkilometer eller 4 procent av avrinningsområdet.